# Landgericht Erding
Das Landgericht Erding war ein von 1803 bis 1879 bestehendes bayerisches Landgericht älterer Ordnung mit Sitz in Erding im heutigen Landkreis Erding. Landgerichte waren im Königreich Bayern ursprünglich sowohl Gerichts- als auch Verwaltungsbehörden, die 1862 in administrativer Hinsicht von den Bezirksämtern und 1879 in juristischer Hinsicht von den Amtsgerichten abgelöst wurden. Bereits seit dem 13. Jahrhundert existierte ein Pfleggericht Erding des Herzogtums Bayern, das auch damals schon häufig als Landgericht bezeichnet wurde.

## Geschichte
Das Pfleggericht Erding war wie die benachbarten Pfleggerichte Moosburg und Dorfen seit dem 16. Jahrhundert dem Rentamt Landshut zugeordnet. Es war mit 14,1 Quadratmeilen das flächenmäßig größte Pfleggericht im gesamten Herzogtum Bayern.
1803 wurde im Verlauf der Verwaltungsneugliederung Bayerns das Landgericht Erding in neuer Form als Gerichts- und auch Verwaltungsbehörde errichtet. Es gehörte ab 1808 zum Isarkreis und ab 1838 zum Kreis Oberbayern. Das Landgericht umfasste bis 1858 die Gemeinden Altenerding, Auerbach, Berglern, Bockhorn, Buch am Buchrain, Dorfen, Eibach, Eitting, Erding, Eschlbach, Finsing, Forstern, Fraunberg, Gebensbach, Grünbach, Grüntegernbach, Hausmehring, Hofkirchen, Hofstarring, Hohenpolding, Hubenstein, Inning am Holz, Kirchberg, Langengeisling, Langenpreising, Lengdorf, Matzbach, Moosen (Vils), Moosinning, Niederneuching, Oberding, Pastetten, Reichenkirchen, Salmannskirchen, Steinkirchen, Sulding, Taufkirchen (Vils), Thalheim, Walpertskirchen, Wambach, Wartenberg, Wasentegernbach, Watzling, Wörth und Zeilhofen.
Das Landgericht Erding wurde 1858 aufgeteilt. Aus 19 Gemeinden im Osten des Landgerichtsbezirks Erding bildete man das Landgericht Dorfen, welches die Gemeinden Dorfen, Eibach, Gebensbach, Grüntegernbach, Hausmehring, Hofkirchen, Hofstarring, Hohenpolding, Hubenstein, Inning am Holz, Lengdorf, Moosen (Vils), Steinkirchen, Sulding, Taufkirchen (Vils), Wambach, Wasentegernbach, Watzling und Zeilhofen umfasste.
Übergeordnete Instanz war das Appellationsgericht München.
Im Bezirksamt Erding wurden wenig später im Jahre 1862 die Verwaltungsaufgaben des Landgerichts älterer Ordnung Erding und des 1858 gebildeten Landgerichtsbezirks Dorfen zusammengefasst.
Die beiden Landgerichte Erding und Dorfen blieben bis zur Einführung des Gerichtsverfassungsgesetzes im Deutschen Reich am 1. Oktober 1879 als Gerichtsbehörden bestehen. Aus ihnen wurden die Amtsgerichte Erding und Dorfen gebildet.